# Ельжбєта Сікора
Е́льжбєта Сі́кора (пол. Elżbieta Sikora; нар. 20 квітня 1943, Львів) — польська композиторка (музика, кіно) та педагогиня українського походження, що мешкає у Франції.

## Життєпис
Народилась 20 жовтня 1943 року у Львові. Закінчила Музичний університет Фридерика Шопена.
Працює в жанрах електронної та оперної музики.
Проживає в Парижі.

## Нагороди
- Відзнаки на Конкурсі молодих композиторів Польської спілки композиторів за твір «Згідно з Паскалем» (1978 р.);
- Відзнаки на Конкурсі електроакустичної музики в Буржі за твір «Безплідна земля» і «Листи до М.» (1980 р.);
- 2 місце на композиторському конкурсі ім К. М. Вебера у Дрездені за оперу «Аріана» (1978 р.);
- 1 місце на конкурсі у Мангаймі за «Герніка» (1982 р.);
- Дві нагороди від SACEM (товариства авторів, композиторів та музичних видавців) — 1994 р.;
- Нагорода Prix Pedagogique за твір «Chant'Europe» і Prix du Printemps за творчі досягнення протягом життя;
- Нагорода «Новий музичний талант» від SACD (Товариства авторів та композиторів драми) за оперу «L'Arrache-coeur» (Викрадач) — 1996 р.;
- Нагорода «За заслуги перед Республікою Польща» (1997 р.);
- Нагорода «Особистість року» від радіо «Гданськ» (1998 р.);
- Спеціальний приз від журі L'Academie du Disque Lyrique за «Le Chant de Salomon» (2003 р.);
- Французький Орден мистецтв та літератури від Міністра культури Франції (2004 р.);
- Нагорода «Шторм року» від Gazeta Wyborcza (2007 р.);
- Нагорода «Нептун» — найвища мистецька відзнака від мера міста Гданськ (2012 р.);
- Національна нагорода від Міністра культури й національної спадщини Польщі (2013 р.);
- Нагорода «Золотий Орфей» за оперу «Мадам Кюрі» (2011 р.).

## Найвідоміші твори

### Опери
- Аріадна (1977 р.);
- Derrière son Double (1983 р.);
- Втікач (L'arrache-coeur) (1992 р.);
- Мадам Кюрі (2011 р.).

### Балети
- Blow-up (1980 р.);
- Waste Land (1983 р.);
- La Clef De Verre (1986 р.).

### Хори
- Guernica, hommage à Pablo Picasso (1975 р.);
- Trois Innocentines (2001 р.).

### Для оркестру
- Symphonie n°I («Ombres») (1984—1990 рр.);
- Suite III (1997 р.);
- Ecce Homo (1999 р.).

### Концерти
- для фортепіано з оркестром;
- для саксофону з оркестром.

А також камерні твори та великий доробок електронної музики.